# Tysklands Grand Prix 1993
Tysklands Grand Prix 1993 var det tionde av 16 lopp ingående i formel 1-VM 1993.

## Resultat
1. Alain Prost, Williams-Renault, 10 poäng
2. Michael Schumacher, Benetton-Ford, 6
3. Mark Blundell, Ligier-Renault, 4
4. Ayrton Senna, McLaren-Ford, 3
5. Riccardo Patrese, Benetton-Ford, 2
6. Gerhard Berger, Ferrari, 1
7. Jean Alesi, Ferrari
8. Martin Brundle, Ligier-Renault
9. Karl Wendlinger, Sauber
10. Johnny Herbert, Lotus-Ford
11. Christian Fittipaldi, Minardi-Ford
12. Philippe Alliot, Larrousse-Lamborghini
13. Thierry Boutsen, Jordan-Hart
14. Pierluigi Martini, Minardi-Ford
15. Damon Hill, Williams-Renault (varv 43, däck)
16. Michele Alboreto, BMS Scuderia Italia (Lola-Ferrari)
17. Derek Warwick, Footwork-Mugen Honda

### Förare som bröt loppet
- Rubens Barrichello, Jordan-Hart (varv 34, hjullager)
- Ukyo Katayama, Tyrrell-Yamaha (28, bakaxel)
- JJ Lehto, Sauber (22, snurrade av)
- Alessandro Zanardi, Lotus-Ford (19, snurrade av)
- Aguri Suzuki, Footwork-Mugen Honda (9, kollision)
- Michael Andretti, McLaren-Ford (4, kollision)
- Luca Badoer, BMS Scuderia Italia (Lola-Ferrari) (4, upphängning)
- Andrea de Cesaris, Tyrrell-Yamaha (1, växellåda)
- Erik Comas, Larrousse-Lamborghini (0, växellåda)

## VM-ställning
| Förarmästerskapet 1. Alain Prost, Williams-Renault, 77 2. Ayrton Senna, McLaren-Ford, 50 3. Michael Schumacher, Benetton-Ford, 36 | Konstruktörsmästerskapet 1. Williams-Renault, 105 2. McLaren-Ford, 53 3. Benetton-Ford, 47 |